# Solenanthus hupehensis
Solenanthus hupehensis är en strävbladig växtart som beskrevs av Robert Reid Mill. Solenanthus hupehensis ingår i släktet Solenanthus och familjen strävbladiga växter. Inga underarter finns listade i Catalogue of Life.